# Биляна Курташева
Биляна Курташева е българска литературна критичка и историчка и преводачка от английски и сръбски език.

## Биография
Родена е на 29 юни 1973 г. във Видин. Завършва българска филология с втора специалност английски език и литература в СУ „Св. Климент Охридски“ (1997). От 1999 г. работи в Нов български университет, където е главен асистент по теория на литературата. През 2011 г. защитава дисертация на тема „Антологии и канон: Антологийни образи на българската литература (1910-1944)“.
Омъжена е за писателя Георги Господинов, с когото имат една дъщеря – Рая Господинова, родена на 13 януари 2007 г.
Занимава се с литературна критика, автор е на множество статии и рецензии, публикувани в културната периодика. Превeжда от английски и сръбски език.

## Обществена дейност
- Инициатор заедно с проф. Мари Врина (INALCO, Париж) на проект за многоезичен справочен сайт на съвременната българска литература с подкрепата на фондация „Next Page“, департамент „Нова българистика“, Френски културен център, София
- Член на борда на проекта „East Translates East“ (фондация „Next Page“) заедно с Фиона Сампсън (Оксфорд) и Албрехт Лемп (Варшава)
- Консултант на българо-британския уъркшоп и фестивал „Литература в действие/ Performing Literature“ в София (20-25 октомври 2003), организиран от Британски съвет България
- Участник в българо-немския проект Усвояване и еманципация. Встъпителни изследвания върху немска култура в България (1997), ръководен от проф. Атанас Натев, включващо публикация на текст в едноименния сборник

## Редакторска дейност
- главен редактор на „Следва. Списание за университетска култура“, издание на НБУ
- редактор за България на „OrientExpress“, Magazine for the Best of Contemporary Writing from Enlargement Europe, главен редактор Фиона Сампсън (Oxford Brookes University)
- съосновател и редактор на „Витамин Б. Списание за литература и блус“, алтернативно издание за литература, излизало в периода 1996-1999 г.

### Научни авторски книги
- Антологии и канон: антологийни модели на българската литература. София: Просвета, 2012, 311 с. (ISBN 978-954-01-2710-1)[2], [3], [4]
- По ръба на сравнението. Яворов и „Ролинг Стоунс“ и други не/възможни интертекстове. Пловдив: Жанет 45, 2018, 228 с. (ISBN 978-619-186-452-2)[5][6]

### Редакторство и съставителство
- съредактор (заедно с Федя Филкова) на антологията На острова на блажените - пет войни след това, съст. Атанас Натев, изд. К&М, 1997.
- съставител и редактор заедно с Йордан Ефтимов и Боян Манчев на сборника в чест на 60-годишнината на доц. Михаил Неделчев Литературни култури и социални митове, т. 1 и 2, изд. НБУ, поредица „Нова българистика“, С., 2003.
- съставител и редактор заедно с Йордан Ефтимов на сборника Да четем Далчев, изд. НБУ, С., 2006, 294 с. (ISBN 954-535-431-3)

### Преводи
- преводач на стихосбирката „Къщата на Баховата музика“ на Драган Данилов, ИК „Нов Златорог“, 1997.